# Gary Blair
Gary Claude Blair (Dallas, 10 agosto 1945) è un allenatore di pallacanestro statunitense.
Ha allenato in NCAA le squadre femminili della Stephen F. Austin State University, dell'Università dell'Arkansas e della Texas A&M University.
Nel 2023 è stato inserito fra i membri del Naismith Memorial Basketball Hall of Fame.

## Palmarès
- Campione NCAA femminile (2011)